# Park Ji-hoon
Park Ji-hoon (en hangul, 박지훈; en hanja, 朴志訓; Seúl, 29 de mayo de 1999) es un cantante y actor surcoreano. Es conocido por haber participado en la segunda temporada de Produce 101, donde finalizó el programa en segundo lugar, convirtiéndose en integrante de Wanna One.Retomó su carrera actoral en septiembre de 2019, protagonizando el drama histórico Flower Crew: Joseon Marriage Agency. 
Park debutó por primera vez como actor infantil, apareciendo en Jumong (2006) y obtuvo papeles en varios dramas televisivos como Revolución de Amor, At a Distance, Spring Is Green, El héroe débil de la clase 1, Deseos VIP y Love Song for Illusion. También debutó como actor musical a través de su participación en los musicales Peter Pan, The Harmonium in My Memory y Radio Star. Con la conclusión de sus actividades con Wanna One en enero de 2019, el cantante debutó como solista con O'Clock en marzo de 2019.

## Primeros años
Antes de unirse Maroo Entertainment, Jihoon fue aprendiz de SM Entertainment y Fantagio Music. Empezó su carrera como actor infantil en 2007 y ha participado en muchos programas de televisión, junto a Big Bang y SS501.
Jihoon asistió a la Escuela de Artes Escénicas de Seúl. El 8 de febrero de 2018, se graduó y se presentó en la ceremonia con otros artistas como Doyeon y Mina. Después de graduarse, Jihoon fue admitido en la Universidad Chung-Ang como estudiante de Cine y Teatro a través de un formulario especial entre personas experimentadas, donde solo tres personas fueron seleccionadas.

## Carrera

### 2006-17: Inicio de carrera yProduce 101

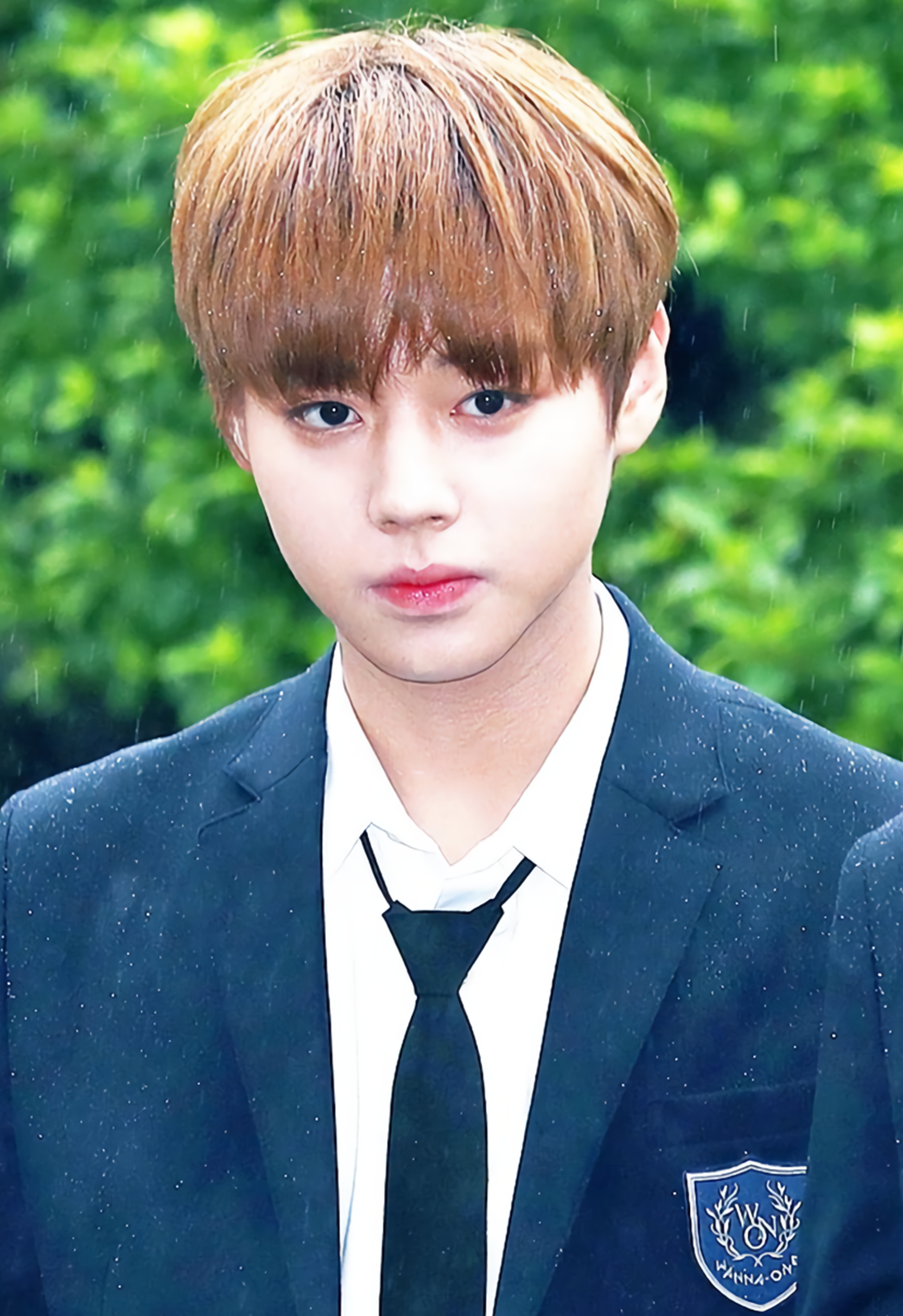
Park en julio de 2017.

Jihoon debutó como actor infantil, protagonizando musicales como Peter Pan, The Harmonium in My Memory, Summer Night Dreams y Radio Star. También apareció en el programa SS501 SOS de SS501 aunque su rostro no se apreciaba bien, y participó en Idol World w/Big Bang. Apareció en el Ulala Session Daegu Concert como actor y bailarín de respaldo. Jihoon realizó trabajos de modelaje para un libro de ciencias en inglés de segundo grado como también actuó en un vídeo promocional del Departamento de Educación y un anuncio de KTF Korea Monorail. Más tarde, Jihoon se volvió menos activo en la actuación al iniciar su entrenamiento para convertirse en cantante. Después de ser aprendiz de SM Entertainment y Fantagio, Jihoon se convirtió en aprendiz de Maroo Entertainment.
En 2017, Jihoon representó a Maroo Entertainment para participar en la segunda temporada de Produce 101. Recibió gran atención de los espectadores gracias al famoso guiño durante la interpretación de «Nayana (Pick Me)» antes de que se emitiera el programa. Desde entonces, Jihoon ha sido apodado como «Wink Boy». Gracias a eso, Jihoon se hizo muy popular entre los medios, más específicamente por el aegyo que realizó diciendo «Keep in my heart», el cual se convirtió en un fenómeno en las redes sociales y otros medios, incluso compañías como Banila Co, Coca-Cola, Banana Milk, Melon y KT Corporation también usan esta frase con fines comerciales. Jihoon también comenzó a recibir muchas invitaciones para convertirse en modelo de publicidad de otras compañías, incluso cuando Produce 101 todavía se transmitía porque todo lo que usaba se agotaba rápidamente. Más tarde se anunció que Jihoon había firmado un contrato exclusivo con Maroo antes de participar en el programa. Al final del programa, el cantante terminó en segundo lugar y se convirtió en miembro de Wanna One, administrado por YMC Entertainment, Stone Music Entertainment y ahora Swing Entertainment, durante un año con seis meses. El 7 de agosto del mismo año, Jihoon debutó oficialmente con Wanna One con el miniálbum 1x1=1 (To be One). También formó parte de la subunidad No.1 con Jinyoung y Guanlin.

### 2018-2019: Debut como solista
Después de completar las actividades con el grupo en diciembre de 2018, se realizó un concierto en Gocheok Sky Dome en Seúl a inicios de 2019 para despedirse de los fanáticos. El 8 de enero, Jihoon abrió oficialmente su sitio web para actualizar todos sus horarios y actividades. El sitio colapsó inmediatamente debido a la cantidad de fanes que ingresaban, reflejando la popularidad del cantante. El 18 de enero, Jihoon anunció en Twitter el nombre de su club de fanes sería May. El nombre no solo se refiere al hecho de que es el mes de su cumpleaños, sino que también se refiere al verbo en inglés, que expresa la posibilidad de que algo suceda. Esto refleja el potencial y las posibilidades ilimitadas de Jihoon, así como la determinación de sus fanáticos de apoyarlo sin importar a dónde vaya.

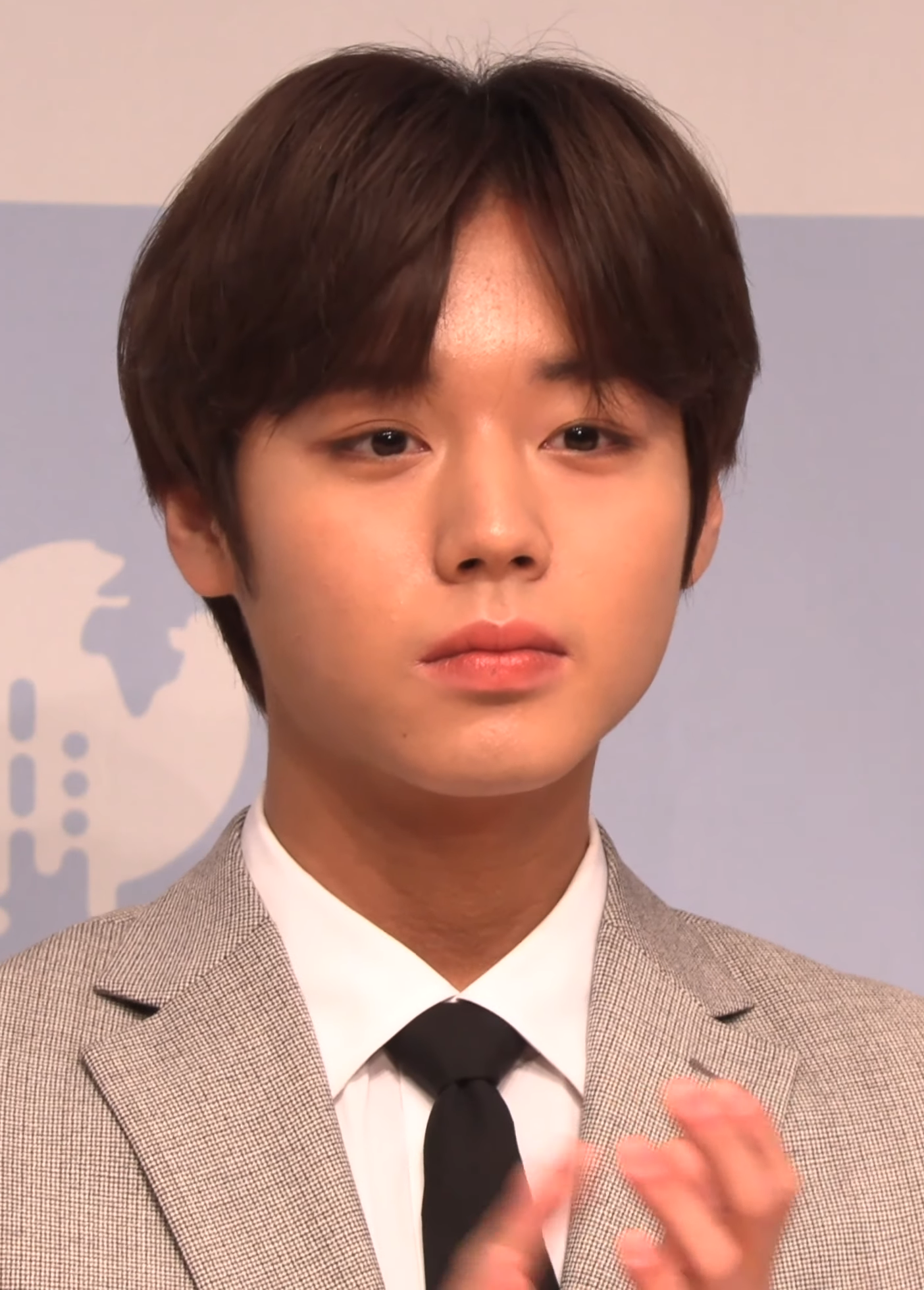
Park en la ceremonia del Ministerio de Medio Ambiente en abril de 2019.

El 9 de febrero, Jihoon realizó su primer evento de fanes asiático, iniciando en Seúl con la participación de tres invitados especiales, Jisung, Jaehwan y Jinyoung]. Después de eso, se presentó en Taipéi, Bangkok, Manila, Hong Kong, Macao, Osaka y Tokio. Días después, viajó a Praga, República Checa, para filmar su vídeo musical debut. Al mes siguiente, Maroo anunció que el escaparate debut de Jihoon tendría lugar el 26 de marzo y que sería gratis. El evento se transmitió en vivo por V Live. El 26 de marzo, Jihoon debutó como solista con el lanzamiento de O'Clock, acompañado de su sencillo «L.O.V.E». La canción ayudó al cantante a alcanzar el top 100 de varias listas musicales de Corea, mientras que en Naver obtuvo el primer lugar. El disco estuvo en el primer puesto en iTunes de 11 países, incluidos: Hong Kong, Macao, Tailandia, Taiwán, Indonesia, Malasia, Filipinas, Singapur, Vietnam y Laos. Después del primer día de ventas, O'Clock vendió 82,514 copias, convirtiendo a Jihoon en el artista más vendido en el primer día de lanzamiento en Hanteo a fines de marzo, rompiendo el récord anterior de Seventeen. El 5 de abril, Jihoon obtuvo su primera victoria en Music Bank con  «L.O.V.E» a diez días de su debut a pesar de no promocionar debido a su apretada agenda. Jihoon celebró su cumpleaños con sus fanes en el Hwajeong Hall de la Universidad de Corea.
El 12 de agosto, JTBC lanzó el primer teaser del drama Flower Crew: Joseon Marriage Agency protagonizada por Jihoon, Kim Min-jae, Gong Seung-yeon, Seo Ji-hoon, Byun Woo-suk y varios actores. El 16 de septiembre, el cantante y los actores asistieron a la conferencia de prensa en el Hotel Conrad en Yeouido-dong, Seúl. El drama emitió su primer episodio y Jihoon debutó oficialmente como actor. Justo al comienzo de la transmisión, Flower Crew: Joseon Marriage Agency recibió comentarios extremadamente positivos, ubicándose en el primer lugar de Naver y Daum de todas las edades y tuvo la tercera calificación más alta en la historia de JTBC del 4,278%.
El 4 de diciembre, Jihoon hizo su primer regreso con 360 y el sencillo homónimo. Una semana después, el disco vendió 85 700 copias en Hanteo. El cantante realizó un showcase en la Universidad Yonsei en promoción a su regreso. Del 21 al 22 de diciembre, Jihoon inició una gira asiática en Seúl, seguido por Hyogo y al final Tokio.

### 2020-2023:The W,Message,Seven Stars,The AnsweryBlank or Black
Más de cinco meses después, Park regresó con su tercer EP, The W, con el sencillo principal «Wing» el 26 de mayo de 2020. Jihoon hizo varias apariciones en programas de radio para la promoción del disco, como Cool FM de KBS, Cultwo Show de SBS, Noon Hope Radio Show y Sung Woon Late Night Radio Show. Posteriormente, Park fue confirmado como protagonista del nuevo drama de Kakao M, una adaptación del popular webtoon Love Revolution, donde interpreta el papel de Gong Ju-yeong, junto a Lee Ruby y Younghoon de The Boyz. El 4 de noviembre, Park lanzó su primer álbum de estudio, Message, con el sencillo «Gotcha».
En junio de 2021, se unió al elenco principal de la serie At A Distance Spring Is Green, donde interpretó a Yeo-joon, un estudiante universitario de primer año, quien creció en una familia adinerada pero violenta, hasta el final de la serie el 20 de julio del mismo año. El 12 de agosto, Park lanzó su cuarto EP My Collection, con el sencillo «Gallery».
El 16 de febrero de 2022, se anunció que se había unido al elenco de la serie Weak Hero Class 1, donde interpreta a Yeon Si-eun. La serie está basada en el webtoon con el mismo nombre.

## Anuncios
El 5 de marzo de 2019, la marca tailandesa de aperitivos, Masita, reveló que eligieron a Park como su nuevo modelo. Jihoon también se ha convertido en el nuevo modelo de la marca de cosméticos, I'M MEME, junto con su excompañero, Jinyoung.

## Discografía

### Álbum de estudio
| Título  | Detalles | Mejor posición | Ventas        |
| Título  | Detalles | COR            | Ventas        |
| ------- | --- | -------------- | ------------- |
| Message | - Lanzamiento: 4 de noviembre de 2020 - Discográfica: Maroo Entertainment - Formato(s): CD, descarga, streaming | 9              | - COR: 79 461 |

### EPs
| Título         | Detalles | Mejor posición | Ventas         |
| Título         | Detalles | COR            | Ventas         |
| -------------- | --- | -------------- | -------------- |
| O'Clock        | - Lanzamiento: 26 de marzo de 2019 - Discográfica: Maroo Entertainment - Formato(s): CD, descarga, streaming    | 2              | - COR: 109 428 |
| 360            | - Lanzamiento: 4 de diciembre de 2019 - Discográfica: Maroo Entertainment - Formato(s): CD, descarga, streaming | 2              | - COR: 103 392 |
| The W          | - Lanzamiento: 26 de mayo de 2020 - Discográfica: Maroo Entertainment - Formato(s): CD, descarga, streaming     | 5              | - COR: 85 760  |
| My Collection  | - Lanzamiento: 12 de agosto de 2021 - Discográfica: Maroo Entertainment - Formato(s): CD, descarga, streaming   | 4              | - COR: 55 707  |
| Hot & Cold     | - Lanzamiento: 28 de octubre de 2021 - Discográfica: Maroo Entertainment - Formato(s): CD, descarga, streaming  | 8              | - COR: 23 423  |
| The Answer     | - Lanzamiento: 12 de octubre de 2022 - Discográfica: Maroo Entertainment - Formato(s): CD, descarga, streaming  |                |                |
| Blank or Black | - Lanzamiento: 12 de abril de 2023 - Discográfica: Maroo Entertainment - Formato(s): CD, descarga, streaming    |                |                |

### Sencillos
| Título                                                                                     | Año                    | Mejor posición         | Álbum                             |
| Título                                                                                     | Año                    | COR                    | Álbum                             |
| Como artista principal                                                                     | Como artista principal | Como artista principal | Como artista principal            |
| ------------------------------------------------------------------------------------------ | ---------------------- | ---------------------- | --------------------------------- |
| «L.O.V.E»                                                                                  | 2019                   | 59                     | O'Clock                           |
| «360»                                                                                      | 2019                   | 138                    | 360                               |
| «Wing»                                                                                     | 2020                   | 109                    | The W                             |
| «Gotcha»                                                                                   | 2020                   | 102                    | Message                           |
| «Gallery»                                                                                  | 2021                   | 128                    | My Collection                     |
| «Serious»                                                                                  | 2021                   | 121                    | Hot & Cold                        |
| Como artista invitado                                                                      |                        |                        |                                   |
| «Don't Forget» (잊지마요) (Ha Sung-woon featuring Park Ji-hoon)                            | 2019                   | 34                     | My Moment                         |
| Sencillos promocionales                                                                    |                        |                        |                                   |
| «Call U Up» (featuring Lee Hi)                                                             | 2021                   | —                      | Sin álbum                         |
| Bandas sonoras                                                                             |                        |                        |                                   |
| «Midnight» (잡아줄게)                                                                      | 2020                   | —                      | Love Revolution OST               |
| «Talk To Me» (말만 해)                                                                     | 2021                   | —                      | At A Distance Spring Is Green OST |
| «─» indica que el lanzamiento no se posicionó en la lista o no se lanzó en ese territorio. |                        |                        |                                   |

## Filmografía

### Series de televisión
| Año     | Título                              | Cadena     | Papel                             | Ref.                 |
| ------- | ----------------------------------- | ---------- | --------------------------------- | -------------------- |
| 2007    | The Stories of One Thousand People  | SBS        | Lee Dong-gyu                      |                      |
| 2007-08 | Kimchi Cheese Smile                 | MBC        | ─                                 |                      |
| 2007-08 | The King and I                      | SBS        | Eunich                            |                      |
| 2008    | Iljimae                             | SBS        | ─                                 |                      |
| 2011    | Just Like That Show                 | Tooniverse | Kang Jae Min                      |                      |
| 2019    | Flower Crew: Joseon Marriage Agency | JTBC       | Go Young-soo                      |                      |
| 2020    | Love Revolution                     | Kakao M    | Gong Joo-young                    |                      |
| 2021    | At A Distance Spring Is Green       | KBS2       | Yeo Joon                          |                      |
| 2022    | Deseos Vip                          | Netflix    | Choi Yu-seon (aparición especial) |                      |
| 2022    | Un héroe débil: Clase 1             | Wavve      | Yeon Si-eun                       | [ 42 ] [ 43 ]        |
| 2024    | Love Song for Illusion              | KBS2       | Sajo Hyun / Ak-hee                | [ 44 ] [ 45 ] [ 46 ] |
| 2025    | Un héroe débil: Clase 2             | Netflix    | Yeon Si-eun                       |                      |
| 2025    | El Sabor de lo Nuestro              | Netflix    | Eun-jae (cameo)                   |                      |

### Películas
| Año  | Título                      | Papel        | Ref |
| ---- | --------------------------- | ------------ | --- |
| 2024 | Beautiful Audrey            | Kang Ki-hoon |     |
| TBA  | The Who Lives with the King | Danjong      |     |

### Programas de telerrealidad
| Año  | Título                         | Cadena | Notas                                           |
| ---- | ------------------------------ | ------ | ----------------------------------------------- |
| 2006 | SS501 SOS                      | Mnet   | Aparición en el episodio 5                      |
| 2017 | Produce 101 Season 2           | Mnet   | Concursante                                     |
| 2017 | Hello Counselor                | KBS2   | Invitado, junto a Kang Daniel y Minhyun         |
| 2018 | Battle Trip                    | KBS2   | Invitado, junto a Park Woo-jin                  |
| 2019 | Knowing Bros (Ask Us Anything) | JTBC   | Invitado, junto a Gong Seung-yeon y Kim Min-jae |

### Programa de televisión
| Año  | Título      | Cadena | Notas                  |
| ---- | ----------- | ------ | ---------------------- |
| 2007 | KM Idol War | Mnet   | Aparición con Big Bang |

## Teatro
- Peter Pan (2007–2009)
- The Harmonium in My Memory (2010)
- Radio Star (2010–2011)
- A Midsummer Night's Dream (2014)

## Premios y nominaciones
| Año  | Premio                  | Categoría         | Trabajo nominado              | Resultado | Ref(s). |
| ---- | ----------------------- | ----------------- | ----------------------------- | --------- | ------- |
| 2021 | KBS Drama Award         | Mejor nuevo actor | At A Distance Spring Is Green | Nominado  |         |
| 2022 | Korea First Brand Award | Ídolo-actor       | —                             | Ganador   | [ 47 ]  |